# Chris Carter (Politiker)

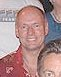
Chris Carter

Chris Carter (* 4. Mai 1952 in Auckland) ist ein neuseeländischer Politiker (Labour Party). Von 2002 bis 2008 war er Minister, wobei seine Aufgabenbereiche öfter wechselten. Unter anderem war er von 2005 bis 2007 Wohnungsbauminister sowie anschließend bis 2008 Bildungsminister.
Im Parlament vertritt Carter den Wahlkreis Te Atatu, wo er erstmals 1993 in das neuseeländische Repräsentantenhaus gewählt wurde. Zwar wurde er 1996 nicht direkt wiedergewählt und erhielt nur einen Sitz über die Partei, aber er schaffte 1999, 2002 und 2005 die direkte Wiederwahl in seinem Wahlkreis Te Atatu.
Carter wurde 1952 geboren und wuchs im Panmure, einem Vorort von Auckland, auf. Er erhielt eine Schulausbildung am St Peter’s College in Auckland und studierte an der University of Auckland, wo er einen M.A. in Geschichte erreichte.
Bevor er beruflich die politische Laufbahn einschlug, war er als Lehrer und als Geflügelfarmer tätig. Sein Lebenspartner ist Peter Kaiser, der als Lehrer arbeitet. Mit ihm lebt er seit über 30 Jahren zusammen. Am 10. Februar 2007 heirateten Carter und Kaiser. Carter war der erste parlamentarische Abgeordnete in Neuseeland, der eine Civil Union einging.
Carter war der erste offen schwul lebende Mann, der in Neuseeland zu einem Ministeramt berufen wurde. Er engagiert sich für LGBT-Rechte in Neuseeland.

## Einzelnachweis
1. ↑  
Maggie McNaughton, Keith Perry: Minister to marry in gay union. In: New Zealand Herald. NZME. Publishing, 10. Februar 2007, abgerufen am 14. Juni 2018 (englisch).

| Personendaten    | Personendaten              |
| ---------------- | -------------------------- |
| NAME             | Carter, Chris              |
| KURZBESCHREIBUNG | neuseeländischer Politiker |
| GEBURTSDATUM     | 4. Mai 1952                |
| GEBURTSORT       | Auckland                   |